# Сан-Франциско Раш
Сан-Франциско Раш (англ. San Francisco Rush) — американский профессиональный регбийный клуб из Сан-Франциско, выступающий в ПРО Регби. Домашние матчи проводит на «Боксер Стэдиум», вмещающем три с половиной тысячи зрителей. В 2016 году клуб, изначально носивший название «Сан-Франциско», стал одним из пяти изначальных участников ПРО Регби, первого профессионального регбийного турнира в Северной Америке.

## История
В ноябре 2015 было объявлено о создании ПРО Регби — первого профессионального турнира по регби в Северной Америке. Тогда же организаторы турнира заявили о планирующемся создании профессиональных клубов в Калифорнии, на  Северо-востоке и в одном из Горных штатов, трёх регионах, где регби имеет наибольшую популярность. 19 ноября 2015 года было объявлено о создании в Сан-Франциско одноимённого клуба, ставшем второй по счёту франшизой лиги.
Свой первый матч «Сан-Франциско» сыграл 17 апреля 2016 года, в выездном матче проиграв «Сакраменто» со счётом 37:25. В июне 2016 года путём голосования болельщиков было выбрано новое название для клуба, отмечающее влияние на развитие города Калифорнийской золотой лихорадки. По результатам первого сезона ПРО Регби «Раш» занял четвёртое место из пяти; единственным клубом, выступившим хуже был «Сакраменто Экспресс».

## Игроки и тренеры
Состав на сезон 2016 года:
| Хукеры - Том Куликан - Джейкоб Финау - Коуди Джонс - Нил Барретт Пропы - Патрик Лату - Доминик Лолохеа - Фэнси Намулау’улу - Мака Тамеилау - Саймоне Лаулаупеа’улу Локи - Рич Найт - Джон Колвилл - Брендан Дэли - Ник Грасс - Сиаоси Махони - Алекс Боуман - Жереми Ленартс | Фланкеры и восьмые - Сэм Финау - Алек Глетцер - Исаак Хелу - Сиупели Сакалиа - Дэвид Тамеилау - Билл Фукофука - Наибука Таваке Скрам-хавы - Деверо Феррис - Микаэль Рид Флай-хавы - Орене Аи’и - Волни Роуз | Центры - Милз Мулиайна - Ник Блевинс - Майкл Хейли - Джуниор Хелу - Мартини Талапуси Винги - Чарльз Матео - Вильям Ионги - Джек О’Хара - Пила Хуихуи Фулбэки - Джек Андерсон |
| | | |
| Жирным выделены игроки, вызывавшиеся в национальные сборные | | |

| Тренерский штаб            |               |
| Должность                  | Имя           |
| Главный тренер             | Пол Килер     |
| Ассистент главного тренера | Эдриан Феррис |
| Ассистент главного тренера | Саймон Фазерс |

## Результаты
| Сезон | Место | Игры | Победы | Ничьи | Поражения | Очки + | Очки - | Разница | Бонусы | Турнирные очки | Примечания |
| ----- | ----- | ---- | ------ | ----- | --------- | ------ | ------ | ------- | ------ | -------------- | ---------- |
| 2016  | 4-е   | 12   | 4      | 0     | 8         | 339    | 454    | -115    | 8      | 24             |            |

| Лучшие игроки |             |                    |                  |
| Сезон         | Капитан     | Попытки            | Очки             |
| 2016          | Патрик Лату | Дэвид Тамеилау (5) | Волни Роуз (131) |

| Статистика тренера |        |       |        |           |         |
| Имя                | Матчей | Побед | Ничьих | Поражений | % побед |
| Пол Килер          | 12     | 4     | 0      | 8         | 33.3    |